# Дикирнис
Дики́рнис (араб. دكرنس‎) — город в Египте, в восточной части дельты Нила, центр района в провинции Дакахлия, в 20 км от административного центра провинции города Эль-Мансура. Находится в самом центре провинции. В Дикирнисе находится одна из самых старых средних школ в Египте - школа Али Мубарака, построенная в 1911. Полицейский участок в Дикирнисе также один из старейших в провинции. 
Из достопримечательностей города можно выделить несколько исторических мечетей: мечеть Эль-Умда, мечеть Садата, Эль-Габарна, Эр-Рамха, Бакр Эс-Садык, Эль-Махатта и другие. Другие достопримечательности:
- Набережная, на которой находится администрация города, спортивный клуб Дикирниса и Академия менеджмента Садата
- Улица Хусейна Хамада - главная улица в городе
- Улица Абу-Бакра Ас-Садыка - торговая улица, коптская церковь
- Улица Эль-Аруба - центральная больница, детский парк Мубарака